# Giving What We Can
Giving What We Can (GWWC) ist eine britische Spendenplattform. Ihre Mitglieder verpflichten sich, mindestens 10 % ihres Einkommens an effektive Wohltätigkeitsorganisationen zu spenden. Interessierte können auch zunächst einen Trial Pledge ablegen und sich zunächst testweise (z. B. für ein Jahr) verpflichten, einen Prozentsatz ihres Einkommens zu spenden. Die Organisation wurde im Jahr 2009 von dem Moralphilosophen Toby Ord an der Universität Oxford gegründet und hat ihren Sitz in der Stadt Oxford. Die Organisation beruht auf dem Prinzip des Effektiven Altruismus, gibt ihren Mitgliedern auch Vorschläge, an welche Wohltätigkeitsorganisationen sie ihre Gelder spenden sollen, da diese ihre Arbeit am effektivsten machen.

## Geschichte
Giving What We Can wurde 2009 von Toby Ord, einem Ethikforscher in Oxford, seiner Frau Bernadette Young, einer Ärztin in der Ausbildung, und dem Ethiker William MacAskill als Spendenverein gegründet, um Menschen zu ermutigen, regelmäßig 10 % ihres Einkommens zu spenden, um die weltweite Armut zu lindern. Ord zitierte Schriften von Peter Singer und Thomas Pogge über die moralische Pflicht, für die Armen zu spenden, als Inspiration für die Gründung der Organisation, und plante persönlich, alles zu verschenken, was über 28.000 Dollar im Jahr liegt, dem Durchschnittsgehalt nach Steuern in Großbritannien. Wer beitrat, verpflichtete sich, 10 % seines Einkommens an eine Organisation zu spenden, die seiner Meinung nach am besten gegen die Armut in den Entwicklungsländern vorgehen könnte. Jeder kann auch noch mehr spenden; ein Austritt ist jederzeit straffrei möglich. Ende 2011 hatte die Organisation 177 Mitglieder, meist andere Akademiker an bekannten Universitäten, darunter Oxford, Cambridge, Princeton und Harvard.
Im November 2011 stellte die Organisation ihren Mitgliedern regelmäßig Berichte darüber zur Verfügung, welche Wohltätigkeitsorganisationen bei der Bekämpfung der Armut in den Entwicklungsländern am effektivsten sind. 2011 wurde eine von MacAskill und anderen geleitete Schwesterorganisation in Oxford namens High Impact Careers aus GWWC ausgegliedert. Diese Organisation ermutigte Menschen, hochbezahlte Jobs anzunehmen, damit sie mehr Geld spenden konnten. High Impact Careers wurde bald in 80.000 Hours umbenannt. 2012 gründeten die beiden Organisationen das Centre for Effective Altruism als gemeinnützige Organisation, die als Dachverband dient. Im Jahr 2017 hat das Centre for Effective Altruism aufgrund erheblicher Überschneidungen mit Organisationen wie GiveWell und dem Open Philanthropy Project die Durchführung originärer Untersuchungen zu Spendenmöglichkeiten eingestellt.
Im Jahr 2020 hat GWWC die Möglichkeit eingeführt, dass sich Unternehmen auch dazu verpflichten, an wirksame Organisationen zu spenden. In diesem Fall verpflichten sich die Unternehmen, mindestens 10 % ihres Gewinns an wirksame Wohltätigkeitsorganisationen zu spenden. Privatpersonen können alternativ zum 10 % Pledge auch den Further Pledge ablegen, laut dem das Mitglied sich verpflichtet, alle Einkünfte über einem gewissen Niveau zu spenden, welches den Lebensunterhalt des Mitglieds (und der dazugehörigen Familie) sichert.

## Mitglieder
Im Jahr 2012 hatte die Gruppe 264 Mitglieder aus 17 Ländern, 2015 überschritt sie die Zahl von 1000 Mitgliedern und 2020 die Zahl von 5000 Mitgliedern. Im Oktober 2021 lag die Anzahl der Mitglieder bei 6300. Auch verschiedene Prominente, Unternehmer und insbesondere bekannte Akademiker sind Mitglieder der Organisation. Zu den Mitgliedern gehören Toby Ord, William MacAskill, Peter Singer, Sam Harris, Rudger Bregman, Michael Kremer, José González, Ken Baumann, Aviva Baumann, Liv Boeree und Michael Greger. Ein ehemaliges Mitglied ist der inzwischen verstorbene Philosoph Derek Parfit.

## Kontinentaleuropäische Partnerorganisationen
Inspiriert von und in Partnerschaft mit GWWC haben sich auch in Kontinentaleuropa nach und nach nationale Spendenorganisationen gegründet und bewerben den 10 %-Pledge. Sie alle teilen das Ziel, Spenden so effektiv wie möglich zu machen, und es gibt entsprechend große Überschneidungen zwischen auf den Plattformen empfohlenen Hilfsorganisationen. All diese Organisationen lokalisieren die Idee des 10 %-Pledges für ihren nationalen Kontext, indem sie in der Landessprache zu dem Thema informieren und Spendern die Möglichkeit bieten, Spenden von der Steuer abzusetzen.
In Deutschland, Österreich und der Schweiz übernimmt diese Arbeit die 2019 gegründete Organisation Effektiv Spenden. Stand 2025 haben sich etwa 650 Menschen aus dem deutschsprachigen Raum verpflichtet, 10 % ihres Gehalts an effektive Hilfsorganisationen zu spenden. Weitere Partner von GWWC sind Mieux Donner in Frankreich, Ayuda Efectiva in Spanien, Benefficienza in Italien, die Organisationen Ge Effektivt, Giv Effektivt und Gi Effektivt in den nordischen Staaten Schweden, Dänemark und Norwegen.